# Lista odcinków serialu Bliskość
Poniżej znajduje się lista odcinków serialu telewizyjnego Bliskość  – emitowanego przez amerykańską stację telewizyjną  HBO od 11 stycznia 2015 roku do 10 kwietnia 2016 roku.Powstał dwie serie, składające się z 16 odcinków. W Polsce serial był emitowany od 12 stycznia 2014  do 11 kwietnia 2016 roku przez HBO Polska.
| Sezon | Sezon | Odcinki | Oryginalna emisja | Oryginalna emisja | Oryginalna emisja | Oryginalna emisja | Oryginalna emisja |
| Sezon | Sezon | Odcinki | Premiera sezonu   | Finał sezonu      | Premiera sezonu   | Finał sezonu      |                   |
| ----- | ----- | ------- | ----------------- | ----------------- | ----------------- | ----------------- | ----------------- |
|       | 1     | 8       | 11 stycznia 2015  | 8 marca 2015      | 12 stycznia 2015  | 9 marca 2015      |                   |
|       | 2     | 8       | 21 lutego 2016    | 10 kwietnia 2016  | 22 lutego 2016    | 10 kwietnia 2016  |                   |

## Sezon 1 (2015)
| Nr | # | Tytuł                      | Reżyseria                 | Scenariusz                               | Premiera         | Premiera         |
| -- | - | -------------------------- | ------------------------- | ---------------------------------------- | ---------------- | ---------------- |
| 1  | 1 | Family Day                 | Jay Duplass, Mark Duplass | Jay Duplass, Mark Duplass, Steve Zissis  | 11 stycznia 2015 | 12 stycznia 2015 |
| 2  | 2 | Handcuffs                  | Jay Duplass, Mark Duplass | Jay Duplass, Mark Duplass                | 18 stycznia 2015 | 19 stycznia 2015 |
| 3  | 3 | Insanity                   | Jay Duplass, Mark Duplass | Jay Duplass, Mark Duplass                | 25 stycznia 2015 | 26 stycznia 2015 |
| 4  | 4 | Houston, We Have a Problem | Jay Duplass, Mark Duplass | Jay Duplass, Mark Duplass                | 8 lutego 2015    | 9 lutego 2015    |
| 5  | 5 | Kick the Can               | Jay Duplass, Mark Duplass | Jay Duplass, Mark Duplass, Amanda Lasher | 15 lutego 2015   | 16 lutego 2015   |
| 6  | 6 | Ghost in Chains            | Nicole Holofcener         | Jay Duplass, Mark Duplass                | 22 lutego 2015   | 23 lutego 2015   |
| 7  | 7 | Party Time                 | Jay Duplass, Mark Duplass | Jay Duplass, Mark Duplass                | 1 marca 2015     | 2 marca 2015     |
| 8  | 8 | Not So Together            | Jay Duplass, Mark Duplass | Jay Duplass, Mark Duplass                | 8 marca 2015     | 9 marca 2015     |

## Sezon 2 (2016)
| Nr | # | Tytuł                 | Reżyseria                 | Scenariusz                | Premiera         | Premiera HBO Polska |
| -- | - | --------------------- | ------------------------- | ------------------------- | ---------------- | ------------------- |
| 9  | 1 | Hotels                | Jay Duplass, Mark Duplass | Jay Duplass, Mark Duplass | 21 lutego 2016   | 22 lutego 2016      |
| 10 | 2 | Everybody Is Grownups | Jay Duplass, Mark Duplass | Jay Duplass, Mark Duplass | 28 lutego 2016   | 29 lutego 2016      |
| 11 | 3 | Advanced Pretend      | Jay Duplass, Mark Duplass | Jay Duplass, Mark Duplass | 6 marca 2016     | 7 marca 2016        |
| 12 | 4 | Changetown            | Jay Duplass, Mark Duplass | Jay Duplass, Mark Duplass | 13 marca 2016    | 14 marca 2016       |
| 13 | 5 | Just the Range        | Jay Duplass, Mark Duplass | Jay Duplass, Mark Duplass | 20 marca 2016    | 21 marca 2016       |
| 14 | 6 | Geri-ina              | Jay Duplass, Mark Duplass | Jay Duplass, Mark Duplass | 27 marca 2016    | 28 marca 2016       |
| 15 | 7 | The Sand Situation    | Jay Duplass, Mark Duplass | Jay Duplass, Mark Duplass | 3 kwietnia 2016  | 4 kwietnia 2016     |
| 16 | 8 | For the Kids          | Jay Duplass, Mark Duplass | Jay Duplass, Mark Duplass | 10 kwietnia 2016 | 11 kwietnia 2016    |